# 20e législature de la Saskatchewan
La 20e législature de la Saskatchewan est élue lors des élections générales d'avril 1982. L'Assemblée siège du 17 juin 1982 au 19 septembre 1986. Le Parti progressise-conservateur est au pouvoir avec Grant Devine à titre de Premier ministre.
Le rôle de chef de l'opposition officielle est assumé par Allan Blakeney du Nouveau Parti démocratique.
Herbert Swan (en) sert comme président de l'Assemblée durant la législature.

## Membres du Parlement
Les membres du Parlement suivants sont élus à la suite de l'élection de 1982 :
|  | Circonscription électorale | Membre                              | Parti                     |
|  | -------------------------- | ----------------------------------- | ------------------------- |
|  | Arm River                  | Gerald Muirhead                     | Progressiste-conservateur |
|  | Assiniboia-Gravelbourg     | Allen Willard Engel                 | Néo-démocrate             |
|  | Athabasca                  | Frederick John Thompson             | Néo-démocrate             |
|  | Bengough-Milestone         | Robert Hugh Pickering               | Progressiste-conservateur |
|  | Biggar                     | Harry Daniel Baker                  | Progressiste-conservateur |
|  | Canora                     | Lloyd Edward Hampton                | Progressiste-conservateur |
|  | Cumberland                 | Lawrence Riel Yew                   | Néo-démocrate             |
|  | Cut Knife-Lloydminster     | Michael Alfred Hopfner              | Progressiste-conservateur |
|  | Estevan                    | Donald Grant Devine                 | Progressiste-conservateur |
|  | Humboldt                   | Louis Albert Domotor                | Progressiste-conservateur |
|  | Indian Head-Wolseley       | Douglas Graham Taylor               | Progressiste-conservateur |
|  | Kelsey-Tisdale             | Neal Herbert Hardy                  | Progressiste-conservateur |
|  | Kelvington-Wadena          | Sherwin Petersen                    | Progressiste-conservateur |
|  | Kindersley                 | Robert Lynal Andrew                 | Progressiste-conservateur |
|  | Kinistino                  | Bernard Joseph Leger Boutin         | Progressiste-conservateur |
|  | Last Mountain-Touchwood    | Arnold Bernard Tusa                 | Progressiste-conservateur |
|  | Maple Creek                | Joan Duncan                         | Progressiste-conservateur |
|  | Meadow Lake                | George Malcolm McLeod               | Progressiste-conservateur |
|  | Melfort                    | Grant Milton Hodgins                | Progressiste-conservateur |
|  | Melville                   | Grant Jacob Schmidt                 | Progressiste-conservateur |
|  | Moose Jaw North            | Keith Edward Parker                 | Progressiste-conservateur |
|  | Moose Jaw South            | Arthur Leslie Smith                 | Progressiste-conservateur |
|  | Moosomin                   | Larry Birkbeck                      | Progressiste-conservateur |
|  | Morse                      | Harold Martens                      | Progressiste-conservateur |
|  | Nipawin                    | Lloyd David Sauder                  | Progressiste-conservateur |
|  | Pelly                      | Norm Lusney                         | Néo-démocrate             |
|  | Prince Albert              | John Paul Meagher                   | Progressiste-conservateur |
|  | Prince Albert-Duck Lake    | Jerome Hammersmith                  | Néo-démocrate             |
|  | Qu'Appelle                 | John Gary Lane                      | Progressiste-conservateur |
|  | Quill Lakes                | Murray James Koskie                 | Néo-démocrate             |
|  | Redberry                   | John Eudore Gerich                  | Progressiste-conservateur |
|  | Regina Centre              | Edward Blain Shillington            | Néo-démocrate             |
|  | Regina Elphinstone         | Allan Emrys Blakeney                | Néo-démocrate             |
|  | Regina Lakeview            | Tim Embury                          | Progressiste-conservateur |
|  | Regina North               | Jack Charles Klein                  | Progressiste-conservateur |
|  | Regina North East          | Russell Allan Sutor                 | Progressiste-conservateur |
|  | Regina North West          | William Martin Sveinson             | Progressiste-conservateur |
|  | Regina Rosemont            | Gordon Dirks                        | Progressiste-conservateur |
|  | Regina South               | Paul Emile Rousseau                 | Progressiste-conservateur |
|  | Regina Victoria            | Metro Carl Rybchuk                  | Progressiste-conservateur |
|  | Regina Wascana             | Gordon Gray Currie                  | Progressiste-conservateur |
|  | Rosetown-Elrose            | Herbert Swan                        | Progressiste-conservateur |
|  | Rosthern                   | Ralph Katzman                       | Progressiste-conservateur |
|  | Saltcoats                  | Walter Robert Johnson               | Progressiste-conservateur |
|  | Saskatoon Centre           | Jack Sven Sandberg                  | Progressiste-conservateur |
|  | Saskatoon Eastview         | Kimberly John Young                 | Progressiste-conservateur |
|  | Saskatoon Fairview         | Duane Raymond William Edward Weiman | Progressiste-conservateur |
|  | Saskatoon Mayfair          | Calvin Henry Glauser                | Progressiste-conservateur |
|  | Saskatoon Nutana           | Evelyn Louise Bacon                 | Progressiste-conservateur |
|  | Saskatoon Riversdale       | Jo Ann Zazelenchuk                  | Progressiste-conservateur |
|  | Saskatoon South            | Robert Edward William Myers         | Progressiste-conservateur |
|  | Saskatoon Sutherland       | Paul John Schoenhals                | Progressiste-conservateur |
|  | Saskatoon University       | Richard Dale Folk                   | Progressiste-conservateur |
|  | Saskatoon Westmount        | Gay White Caswell                   | Progressiste-conservateur |
|  | Shaunavon                  | Dwain Matthew Lingenfelter          | Néo-démocrate             |
|  | Shellbrook-Torch River     | Lloyd John Muller                   | Progressiste-conservateur |
|  | Souris-Cannington          | Eric Arthur Berntson                | Progressiste-conservateur |
|  | Swift Current              | Patricia Anne Smith                 | Progressiste-conservateur |
|  | The Battlefords            | Myles Leslie Morin                  | Progressiste-conservateur |
|  | Thunder Creek              | Wilbert Colin Thatcher              | Progressiste-conservateur |
|  | Turtleford                 | Colin Maxwell                       | Progressiste-conservateur |
|  | Weyburn                    | Lorne Henry Hepworth                | Progressiste-conservateur |
|  | Wilkie                     | James William Arthur Garner         | Progressiste-conservateur |
|  | Yorkton                    | Lorne A. McLaren                    | Progressiste-conservateur |

Notes
1. ↑  Seat declared vacant

## Représentation
| Parti                    | Parti                      | Membres |
|                          | Progressiste-conservateur  | 55      |
|                          | Nouveau Parti démocratique | 9       |
| Total                    | Total                      | 64      |
| Gouvernement majoritaire | Gouvernement majoritaire   | 46      |

Notes

## Élections partielles
Des élections partielles peuvent être tenues pour remplacer un membre pour diverses raisons :
| Circonscription         | Député élu                 | Parti                      | Date de scrutin  | Motif                                                                 |
| ----------------------- | -------------------------- | -------------------------- | ---------------- | --------------------------------------------------------------------- |
| Prince Albert-Duck Lake | Sid Dutchak                | Progressiste-conservateur  | 21 février 1983  | Election results declared void                                        |
| Thunder Creek           | Richard James Swenson      | Progressiste-conservateur  | 27 mars 1985     | Siège déclaré vacant, C Thatcher est accusé du meurtre de sa compagne |
| Regina North East       | Edwin Laurence Tchorzewski | Nouveau Parti démocratique | 25 novembre 1985 | RA Sutor démissionne pour des raisons d'affaires personnelles         |

Notes